# Pachydactylus kladaroderma
Espèce
Pachydactylus kladaroderma est une espèce de geckos de la famille des Gekkonidae.

## Répartition
Cette espèce est endémique d'Afrique du Sud. Elle se rencontre dans l'est du Cap-Occidental et dans le sud du Cap-du-Nord.

## Description
C'est un gecko insectivore, nocturne et arboricole. Comme les autres espèces du genre Pachydactylus ce sont des animaux de taille moyenne, avec une peau à écailles plutôt apparentes.

## Publication originale
- (en) Branch, Bauer & Good, 1996 : A review of the Namaqua gecko, Pachydactylus namaquensis (Reptilia: Gekkonidae) from southern Africa, with the description of two new species. South African Journal of Zoology, vol. 31, n. 2, p. 53-69 (texte intégral).